# John Aldridge
John William Aldridge (Liverpool, 1958. szeptember 18. –) ír válogatott labdarúgó.

## Pályafutása

### Klubcsapatban
Liverpoolban született. Pályafutását a walesi Newport Countyban kezdte, ahol 1979 és 1984 között játszott. 1984-ben az Oxford United szerződtette, melynek tagjaként 1985-ben a másodosztályt megnyerve feljutott az első osztályba, 1986-ban pedig megnyerte a ligakupát. 1987-ben a Liverpoolhoz igazolt, ahol első idényében bajnoki címet és szuperkupagyőzelmet szerzett, 1989-ben FA-kupát és egy újabb szuperkupát nyert. 1989-ben Spanyolországba igazolt a Real Sociedad csapatához, ahol két szezont töltött. 1991 és 1998 között a Tranmere Rovers játékosa és játékosedzője volt.  

### A válogatottban
Nagymamája révén lehetősége adódott, hogy az ír válogatottat képviselje. Egy Wales elleni barátságos alkalmával mutatkozott be 1986. március 26-án. 1986 és 1996 között 69 alkalommal szerepelt az ír válogatottban és 19 gólt szerzett. Részt vett az 1988-as Európa-bajnokságon, illetve az 1990-es és az 1994-es világbajnokságon. Utóbbin a Mexikó ellen 2–1-re elveszített csoportmérkőzésen Aldridge szerezte az írek gólját. 

## Sikerei, díjai
Oxford United
- Angol másodosztályú bajnok (1): 1984–85
- Angol harmadosztályú bajnok (1): 1983–84
- Angol ligakupa (2): 1985–86

Liverpool
- Angol bajnok (1): 1987–88
- Angol kupa (2): 1988–89
- Angol szuperkupa (2): 1988, 1989

Egyéni
- Az Angol másodosztályú bajnokság gólkirálya (1): 1984–85
- Az Angol bajnokság gólkirálya (1): 1987–88